# Færøske lagtingsmedlemmer 1998-2002
Færøernes Lagting havde 32 medlemmer mellem lagtingsvalgene 1998 og 2002.

## Faste medlemmer
Her regnes med alle valgte medlemmer, samt fast mødende vicemedlemmer.
| Navn                  | Parti                | Valgkreds      | Kommentarer                                 |
| --------------------- | -------------------- | -------------- | ------------------------------------------- |
| Signar á Brúnni       | Tjóðveldisflokkurin  | Eysturoy       | Minister 1998–2000. Tórbjørn Jacobsen mødte |
| Sámal Petur í Grund   | Sjálvstýrisflokkurin | Eysturoy       | Minister 2001–2002. Kári P. Højgaard mødte  |
| Edmund Joensen        | Sambandsflokkurin    | Eysturoy       |                                             |
| Jógvan á Lakjuni      | Fólkaflokkurin       | Eysturoy       |                                             |
| Alfred Olsen          | Sambandsflokkurin    | Eysturoy       |                                             |
| Dan Reinert Petersen  | Javnaðarflokkurin    | Eysturoy       |                                             |
| Vilhelm Johannesen    | Javnaðarflokkurin    | Norðoyar       |                                             |
| Heini O. Heinesen     | Tjóðveldisflokkurin  | Norðoyar       |                                             |
| Anfinn Kallsberg      | Fólkaflokkurin       | Norðoyar       | Lagmand 1998–2002. Rúna Sivertsen mødte     |
| Jógvan við Keldu      | Fólkaflokkurin       | Norðoyar       |                                             |
| Jógvan Durhuus        | Tjóðveldisflokkurin  | Norðurstreymoy |                                             |
| Jákup Suni Joensen    | Fólkaflokkurin       | Norðurstreymoy |                                             |
| Hans Pauli Strøm      | Javnaðarflokkurin    | Norðurstreymoy |                                             |
| John Petersen         | Fólkaflokkurin       | Sandoy         | Minister 1999–2002. Eyðun M. Viderø mødte   |
| Páll á Reynatúgvu     | Tjóðveldisflokkurin  | Sandoy         |                                             |
| Jóannes Eidesgaard    | Javnaðarflokkurin    | Suðuroy        |                                             |
| Flemming Mikkelsen    | Sambandsflokkurin    | Suðuroy        |                                             |
| Hergeir Nielsen       | Tjóðveldisflokkurin  | Suðuroy        |                                             |
| Henrik Old            | Javnaðarflokkurin    | Suðuroy        |                                             |
| Óli Breckmann         | Fólkaflokkurin       | Suðurstreymoy  |                                             |
| Bjarni Djurholm       | Fólkaflokkurin       | Suðurstreymoy  | Minister 2000–2002. Finnbogi Arge mødte     |
| Annita á Fríðriksmørk | Tjóðveldisflokkurin  | Suðurstreymoy  |                                             |
| Høgni Hoydal          | Tjóðveldisflokkurin  | Suðurstreymoy  | Minister 1998–2002. Finnur Helmsdal mødte   |
| Finnbogi Ísakson      | Tjóðveldisflokkurin  | Suðurstreymoy  | Lagtingsformand 1998–2002                   |
| Katrin Dahl Jakobsen  | Javnaðarflokkurin    | Suðurstreymoy  |                                             |
| Kristian Magnussen    | Javnaðarflokkurin    | Suðurstreymoy  |                                             |
| Heðin Mortensen       | Sambandsflokkurin    | Suðurstreymoy  |                                             |
| Helena Dam á Neystabø | Sjálvstýrisflokkurin | Suðurstreymoy  | Minister 1998–2001. Jákup Sverri Kass mødte |
| Lisbeth L. Petersen   | Sambandsflokkurin    | Suðurstreymoy  |                                             |
| Jenis av Rana         | Miðflokkurin         | Suðurstreymoy  |                                             |
| Marjus Dam            | Sambandsflokkurin    | Vágar          |                                             |
| Jørgen Niclasen       | Fólkaflokkurin       | Vágar          | Minister 1998–2002. Jóanis Nielsen mødte    |

| Portal | Portal:Færøerne |

## Eksterne links
- Valgresultat Arkiveret 13. august 2020 hos  Wayback Machine fra Lagtinget
- Information om Lagtinget (pdf-fil) Arkiveret 5. august 2012 hos  Wayback Machine (1998–2002)